# 毛羅然·珍妮弗
毛罗然·珍妮弗（匈牙利語發音：[ˈmɒroʒaːn ˈd͡ʒɛnifɛr]，1992年4月18日—），又译马洛桑·珍妮弗，是一位匈牙利裔德国女子足球运动员，前德国国家女子足球队成員，司职中场，自2016年起加盟法甲球队奥林匹克里昂。她在2009至2016年长期效力于德甲球队法兰克福。

## 足球生涯

### 俱乐部生涯
毛罗然出生及成长于布达佩斯，直至1996年，随着她的父亲、身为曾四度代表匈牙利国家队上阵的亚诺什加盟萨尔布吕肯足球俱乐部后，她便举家迁往了萨尔州的布尔巴赫定居。其足球生涯始于DJK布尔巴赫（DJK Burbach），并在那里的男子青年队一直效力至U-13梯队。随后，她加入了萨尔布吕肯女队的青训营。2007年，毛罗然尽管仍符合U-17青年队的参赛资格，却获提拔升入一线队，并在那里成为了主力球员。她在完成德甲首秀时年仅15周岁——因此成为了迄今最年轻的德甲参赛球员，这是2007年8月19日（第一轮）于客场以1比1战平弗赖堡的比赛，她于第77分钟替换约瑟菲娜·亨宁出场。毛罗然的首个德甲入球则是在2007年8月26日（第二轮），主场以2比2战平克赖尔斯海姆的比赛的第76分钟，即替换萨拉·卡恩巴赫出场仅两分钟后射入。她还随队晋级了2008年的德国足协杯决赛，却以1比5惨败于法兰克福一女而无缘冠军。至2009-10赛季，毛罗然转会至联赛竞争对手法兰克福一女，并效力了七年之久。期间她曾随队两次夺得足协杯冠军（2011年、2014年）和一次欧洲女子冠军联赛冠军（2015年）。
2016年，毛罗然加盟法甲球队奥林匹克里昂。

### 国家队生涯
对于德国U15青年队，毛罗然共参加了12场比赛并射入13球。在完成U15青年队首秀仅两周后，她又首次代表德国U17青年队登场。在这场以8比0大胜丹麦U17的比赛中，毛罗然完成了帽子戏法。此外，她还随队参加了北欧杯，并以第三名的成绩完赛。在2008年，毛罗然又随德国U17赢得了2008年U-17女子欧锦赛的冠军，并以2个入球荣膺赛事最佳射手。而在同年于新西兰举行的首届U-17女子世界杯中，她也参加了德国队的全部比赛，并以6个入球荣膺赛事“金靴奖”。在赛事最佳球员的评选中，她亦仅落后于日本球员岩淵真奈获得“银球奖”。值得注意的是，毛罗然在代表德国U17所参加的21场国际比赛中共射入惊人的21球。
2009年3月29日，在西班牙南部城市拉曼加举行的十国邀请赛中，毛罗然迎来了德国U19青年队的首秀，并在首场对阵意大利U19的比赛中便射入她代表这一年龄组别的首球。2009年10月28日，她又首次入选德国U20青年队青年队，参加在巴尔辛豪森对阵瑞典U23的友谊赛。至2010年8月1日，随着德国U20在本土举行的2010年U-20世界杯决赛以2比0战胜尼日利亚，毛罗然得以与球队共同欢庆夺冠。
约三个月后，在2010年10月28日，毛罗然于对阵澳大利亚的友谊赛中首次代表德国成年组国家队登场。她原本还入选了世界杯阵容的初步大名单，却在2011年5月1日的一次训练中不慎遭遇右膝内侧韧带损伤，因而无缘2011年女子世界杯。2012年2月15日，重返国家队的毛罗然在以5比0战胜土耳其的欧锦赛预赛中首开纪录，射入她的首个国际A级比赛入球。而在2012年2月29日至3月7日举行的阿尔加夫杯期间，她随德国队凭借在决赛以4比3战胜世界冠军日本，最终赢得了这届赛事的冠军。
2012年夏天，毛罗然第二次参加U-20世界盃。她率领德国U20再度进军决赛，因而成为史上首位获此成就的球员。由于在此前的五场比赛中1球未失，其中包括在首轮以3比0大胜美国，德国被视为夺冠大热，然而她们却在决赛中以0比1负于了相同的对手美国。毛罗然获颁象征赛事最佳球员的“金球奖”，并与同为17次上阵的玛丽娜·黑格林、比安卡·施密特和金·库里希并列成为德国U20出场最多的球员。
在2013年7月10日至28日于瑞典举行的2013年欧洲女子足球锦标赛期间，毛罗然参加了全部三场小组赛、对阵意大利的四分之一决赛、24日对阵东道主瑞典的半决赛——其中在第33分钟更是射入制胜球帮助球队挺进决赛、以及1比0战胜挪威的决赛，顺利加冕欧洲冠军。在2013年11月27日客场以8比0大胜克罗地亚的世界杯预选赛中，毛罗然首次在单场国际比赛中独中四元，分别射入第1、第3、第5和第7球。在2014年3月，毛罗然随德国队再次夺得阿尔加夫杯冠军。她被评为赛事最佳球员，同时也以4个入球荣膺最佳射手。
2015年5月24日，毛罗然获时任联邦主教练的西尔维娅·奈德选入参加2015年世界杯的最终23人大名单。尽管在训练中遭遇脚踝受伤，她还是参加了这届赛事，共上阵5场，帮助德国队以第四名完赛。而毛罗然在八分之一决赛以4比1战胜瑞典的比赛中射入的最后一球，后来被ARD体育纵览栏目的观众票选为“当月最佳入球”。
2016年，毛罗然又成为德国参加里约奥运会足球比赛的一员，并随队夺得金牌。其中在以2比1战胜瑞典的决赛中，正是由她首开纪录。赛后，随着萨斯齐娅·巴图西亚克宣布退出国家队，毛罗然于2016年10月21日被正式任命为德国队队长。至2016年11月1日，她又随德国女队获颁银月桂叶勋章。

## 成就

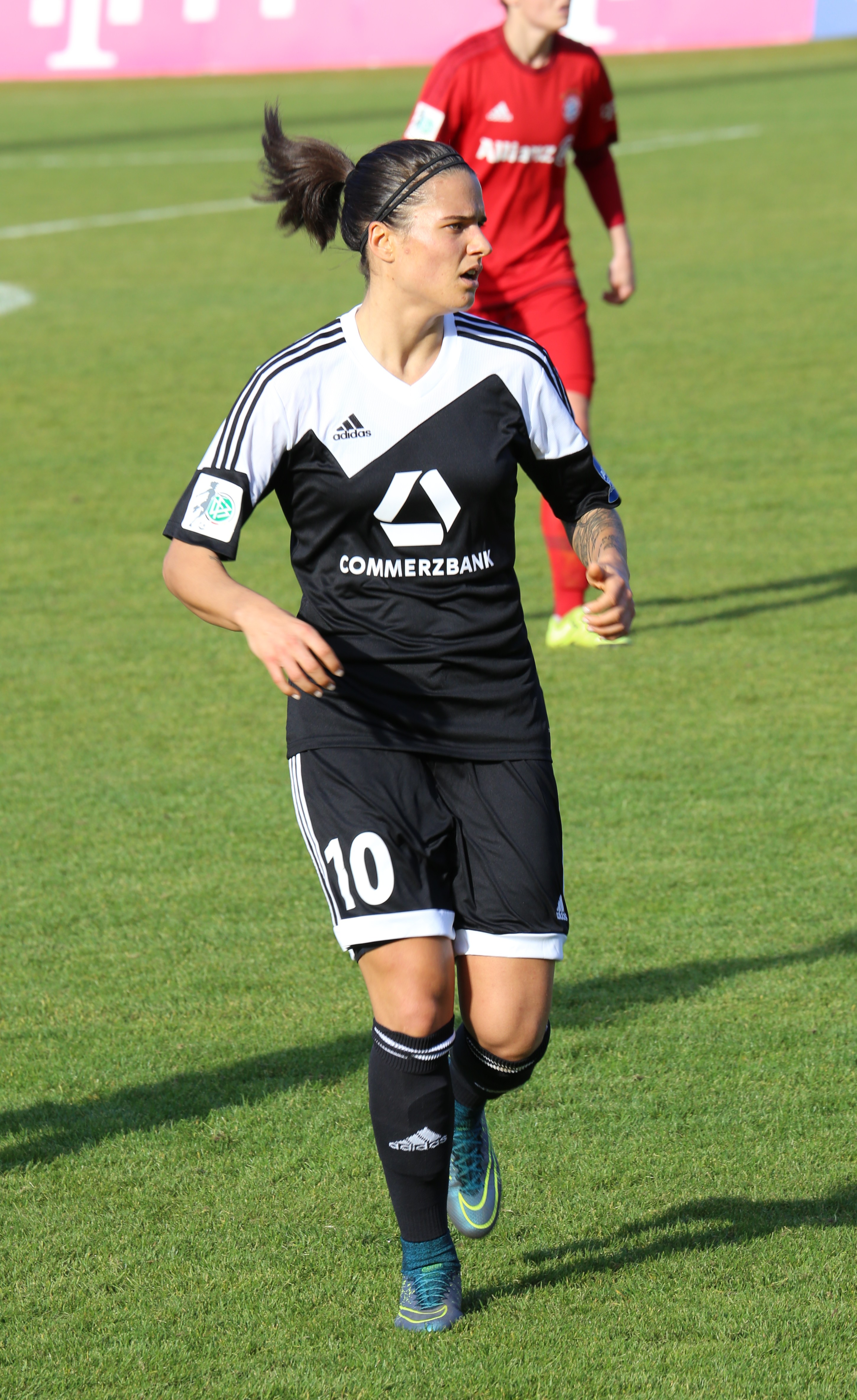
毛罗然代表法兰克福参加2015年德国杯决赛

### 俱乐部
- 欧洲女子冠军联赛冠军：2015年
- 德国足协杯（德语：DFB-Pokal (Frauen)）冠军：2011年、2014年

### 国家队
- 夏季奥林匹克运动会足球比赛金牌：2016年
- 欧洲女子足球锦标赛冠军：2013年
- 國際足協U-20女子世界盃冠军：2010年
- 欧洲女子U-17足球锦标赛冠军：2008年
- 阿尔加夫杯冠军：2012年、2014年

### 个人荣誉
- U-20世界杯金球奖：2012年
- U-17世界杯金靴奖：2008年
- U-17世界杯银球奖：2008年
- 银月桂叶勋章：2016年[20]
- 弗里茨·瓦尔特奖：2009年（铜奖）
- 阿尔加夫杯最佳球员：2014年
- 当月最佳入球（德语：Tor des Monats）：2015年6月[16]